# Phyllomedusa bicolor
Nhái bén lá cây khổng lồ (Phyllomedusa bicolor) là một loài nhái bén phân bố khắp rừng mưa Amazon phía bắc Bolivia, tây và bắc Brasil, đông nam Colombia, đông Peru, nam và đông Venezuela, và Guianas. Nó cũng xuất hiện ở rừng ven sông ở Cerrado. Loài này sản xuất ra dịch sáp chống bay hơi da và được người ta sử dụng làm dược phẩm chống các căn bệnh AIDS, ung thư và các bệnh khác. 

## Hình ảnh

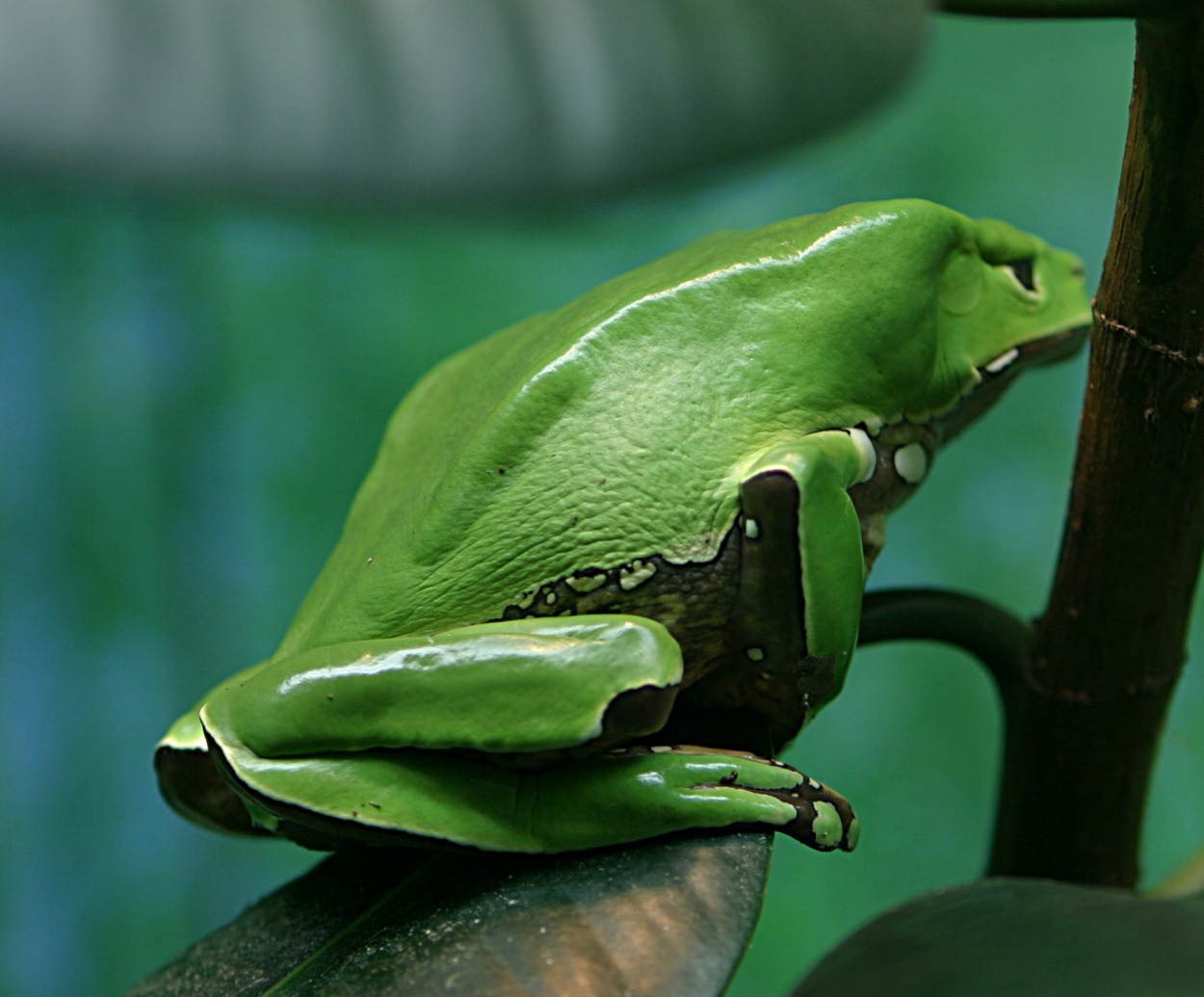
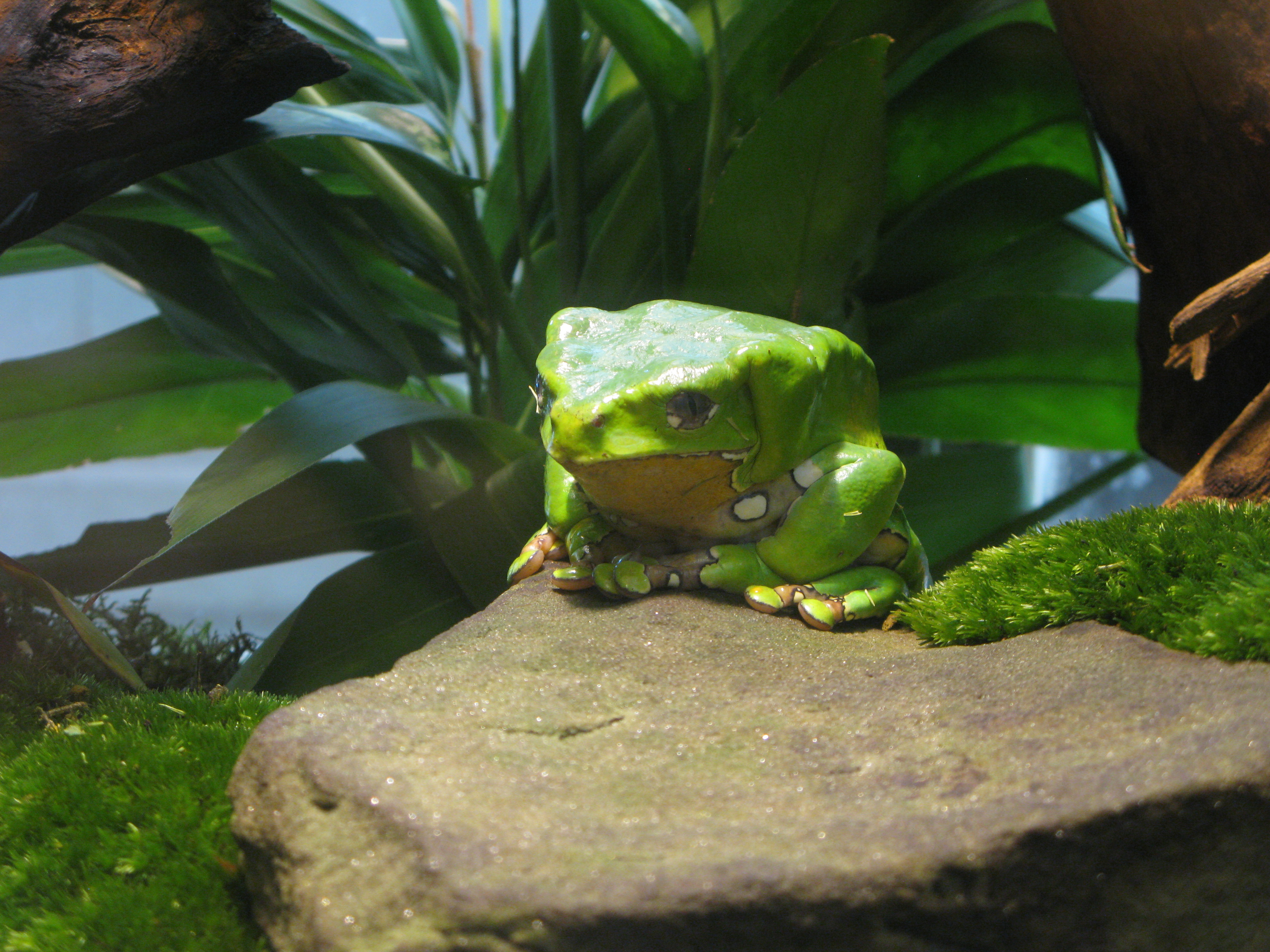
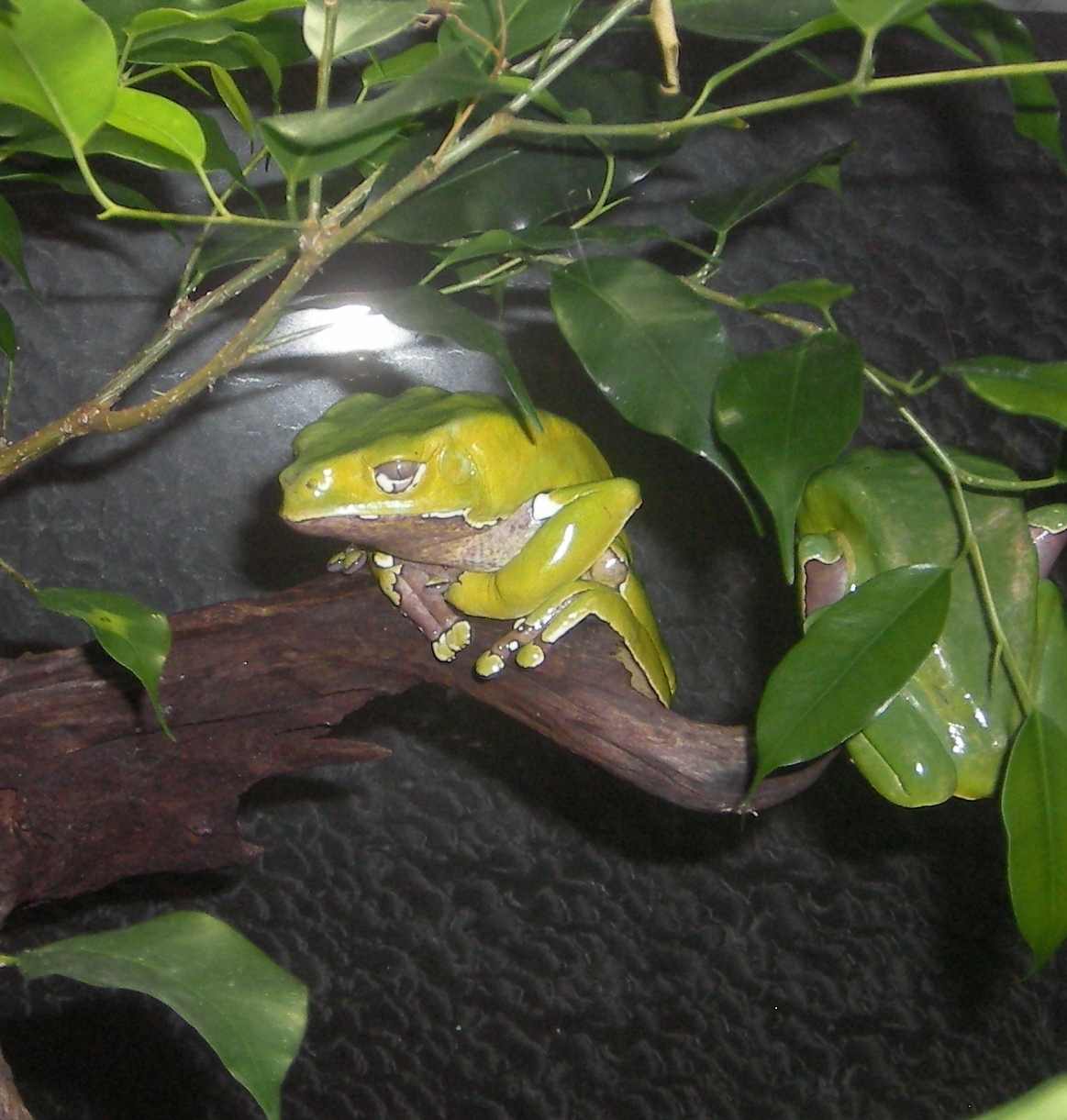
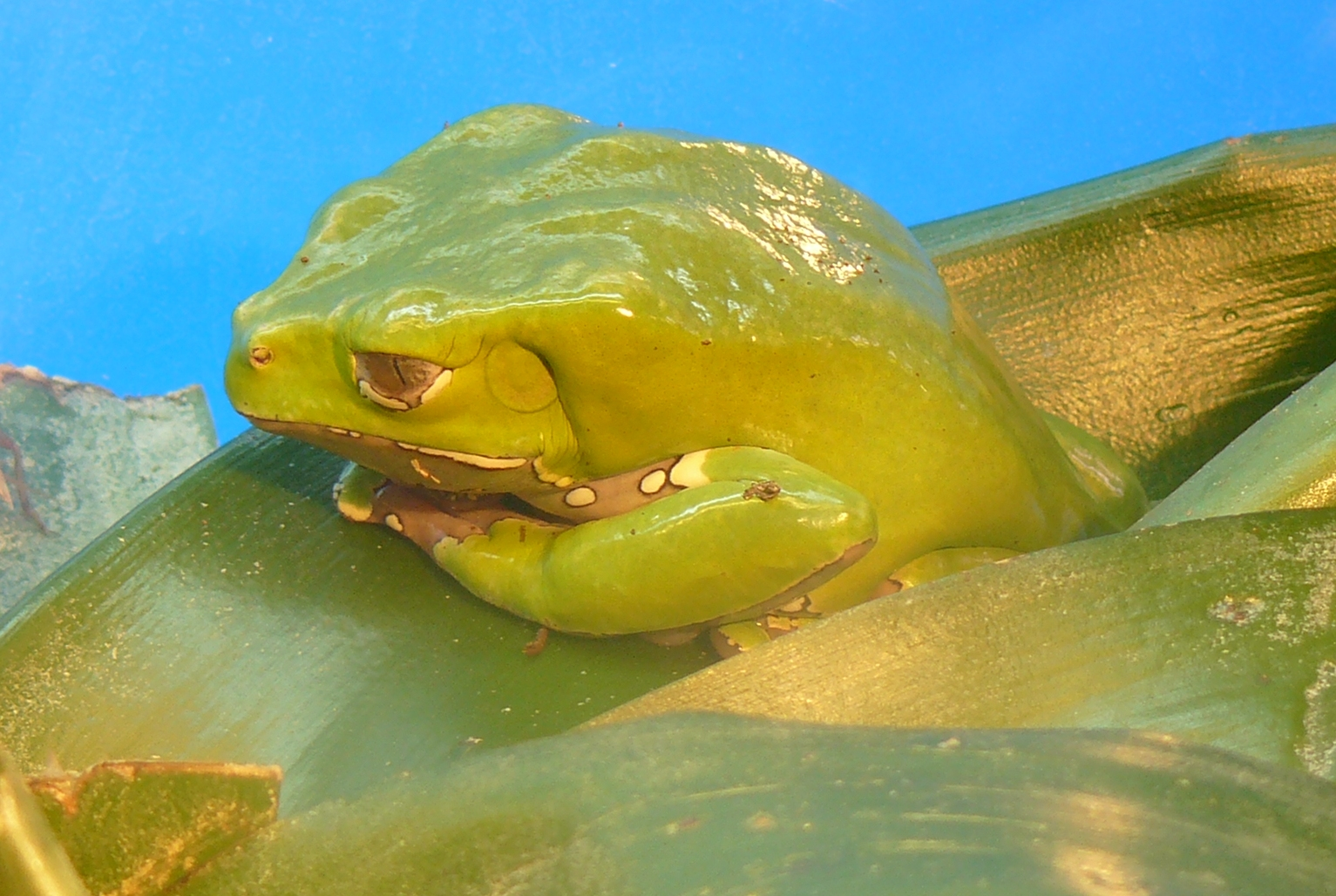